# Espace dodécaédrique de Poincaré

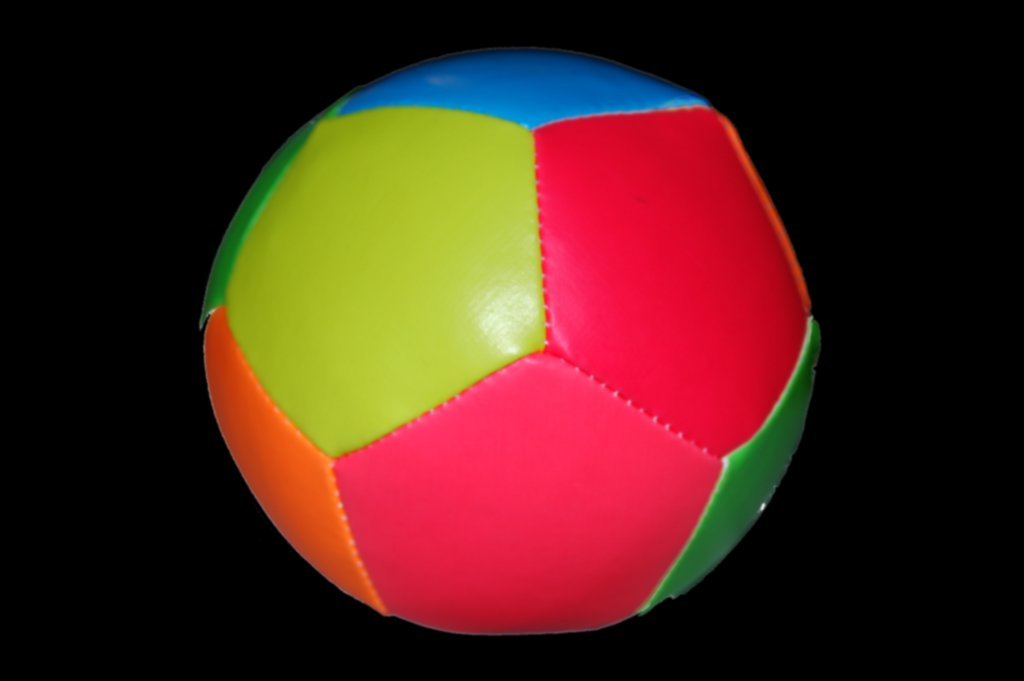
L'espace dodécaédrique de Poincaré s'obtient à partir de la 3-boule usuelle, en pavant la 2-sphère qui la borde par douze pentagones sphériques réguliers. Chaque fois que l'on sort par une face de couleur, on rentre par la face opposée (de même couleur) après avoir tourné la sphère de 36°.

Espace de Poincaré redirige ici, mais désigne aussi un espace dont les chaînes singulières forment un complexe de Poincaré : voir Dualité de Poincaré.
L'espace dodécaédrique de Poincaré est l'une des représentations de la sphère d'homologie de Poincaré, qui est une 3-sphère d'homologie particulière.
C'est l'espace topologique quotient du dodécaèdre régulier plein, par les identifications suivantes de ses faces. Les faces du dodécaèdre sont douze pentagones réguliers. On identifie chaque face avec la face opposée moyennant une rotation de {\displaystyle \pi /5}, c'est-à-dire 36°, de façon que les faces se correspondent. Comprendre par là que, quand on sort par une face, on rentre par son opposée, mais en ayant tourné de 36° (en examinant la photographie ci-contre, on voit que les deux faces vertes, qui sont antipodales, ne sont pas « tournées » de la même façon, si bien qu'elles ne sont pas superposables sans la rotation additionnelle). Cet espace est donc fini, mais sans bord.
Pour d'autres représentations de la sphère d'homologie de Poincaré tel que le ballon de football basé sur l'icosaèdre, voir l'article Sphère d'homologie.

## Intérêt cosmologique
L'espace dodécaédrique de Poincaré est un des candidats potentiels à la forme de l'Univers. C'est du moins ce que pense une équipe d'astrophysiciens emmenés par Jean-Pierre Luminet, de l'Observatoire de Paris,.
Si cette hypothèse est correcte, le fond diffus cosmologique (CMB) devrait posséder des motifs sphériques. Ces motifs sont liés au fait que, dans un espace multiconnexe, la lumière peut emprunter plusieurs trajets pour arriver au même point, en passant par les faces opposées (qui sont identifiées). Par exemple, dans un espace torique tridimensionnel, homologue à un cube dont on identifierait les faces opposées, un observateur se voit trois fois (une fois en face, une fois de côté, une fois en haut). Le fond cosmologique devrait donc présenter ces sortes de figures d'interférence. Cependant, en 2008, même si les données du satellite WMAP semblent compatibles avec l'hypothèse de l'espace dodécaédrique de Poincaré, la recherche des cercles n'a pas été concluante — pour autant que ces cercles puissent effectivement être détectés malgré le bruit de fond et d'autres effets perturbateurs.